# Ricardo Martínez de Hoyos
Ricardo Martínez de Hoyos (Ciudad de México, 28 de octubre de 1918 - 11 de enero de 2009) fue un pintor mexicano.

## Biografía
Nació en la Ciudad de México el 28 de octubre de 1918. Sus padres fueron Néstor Martínez Perales, originario de Mier y Noriega, Nuevo León, y Elena de Hoyos de la Garza, de Morelos, Coahuila. Fue el número trece de dieciséis hermanos, de los cuales vivieron trece: Héctor, Oliverio, Eva, Elena, Francisco, América, Enrico, Ulises, Homero, Ricardo, Jorge, Eduardo y Federico.
Entre los Martínez de Hoyos hubo otros artistas: Oliverio, quien contribuyó a la formación de Ricardo, fue un escultor de gran talento; Enrico y Homero fueron arquitectos, Jorge actor y Federico ingeniero, diseñador de estructuras de madera laminada, novedosas en su época. 
En 1928 viajó a San Antonio, Texas, con su madre y algunos de sus hermanos. Su madre provenía de alguna de las familias fundadoras de San Antonio y tenía parientes ahí. Durante aquellos años, Ricardo y sus hermanos aprendieron a hablar inglés fluidamente y, ya adultos, algunos de ellos se dedicaron al doblaje. A su vez Jorge actuaría en varias películas norteamericanas. Durante los años en San Antonio, Ricardo y Oliverio mantuvieron una constante correspondencia. Ya desde entonces la afición de Ricardo por el dibujo era evidente y Oliverio fue una influencia importante. Esta es notoria en algunos dibujos, fechados en 1940, que muestran la manera en la que el pintor ensayó las formas severas y volumétricas del estilo del escultor.
Oliverio Martínez había ganado en 1934 el concurso para la realización de los grupos escultóricos del monumento a la Revolución en la Ciudad de México. Entre 1934 y 1935, Ricardo visitó frecuentemente a Oliverio en las obras del monumento. Ahí conoció al escultor costarricense Francisco Zúñiga (1912-1998), con quien estableció una estrecha amistad y fue una influencia importante en su trabajo de finales de la década de los cincuenta. Oliverio terminó los trabajos en el monumento a la Revolución y falleció poco después, a la edad de 37 años.
En 1938 Ricardo ingresó en la Escuela Nacional Preparatoria. Ahí fundó el grupo denominado “Amigos de la conservación de los frescos de José Clemente Orozco” y lanzó un manifiesto exhortando a los estudiantes y a las autoridades a proteger los murales de Orozco (1883-1949) del vandalismo de los propios estudiantes. La influencia de la obra del muralista se manifiesta en varios paisajes que Ricardo Martínez realizó desde finales de los años cuarenta y durante la primera mitad de los cincuenta.
En 1940 Ricardo Martínez ingresó a la Facultad de Leyes con la idea de estudiar derecho. Sin embargo, al poco tiempo decidió abandonar los estudios y dedicarse de lleno a la pintura. Ingresó a la Academia de San Carlos que abandonó poco después, al no estar de acuerdo con los métodos de enseñanza. Resolvió trabajar en forma autodidacta e instaló su primer estudio en la casa familiar en la colonia Roma. Durante la primera etapa de su trabajo, entre 1940 y 1953, el artista utilizó técnicas variadas, como la serigrafía en la obra gráfica, el temple y el óleo en la pictórica, y empleó distintos soportes como la tabla, el masonite y el lienzo. En años posteriores la constante en sus pinturas será el óleo sobre tela.
En 1942 conoció a Zarina Lacy, con quien contrajo matrimonio en 1949. Tuvieron cuatro hijos: Ricardo, Alejandro, Zarina y Pablo. Ese año participa por primera vez en las exposiciones colectivas “Arte mexicano contemporáneo”, organizada por María Asúnsolo en Guadalajara, Jalisco y posteriormente en el University Club en la Ciudad de México.
En 1943 Ricardo Martínez instaló su estudio en la colonia Anzures. Ahí fue vecino del pintor Federico Cantú (1908-1989), con quien entabló amistad y significó una influencia importante en cuanto a la temática de algunas de sus obras. Cantú lo llevó a la Galería de Arte Mexicano, manejada entonces por Inés Amor. En 1944 Ricardo Martínez tuvo ahí la primera de una serie de exposiciones individuales. Su relación profesional con la Galería se prolongaría hasta 1964, cuando decidió administrar su obra en forma independiente.
El año de 1945 marca el inicio del trabajo editorial de Ricardo Martínez, con las ilustraciones para Epigramas Americanos de Enrique Díez-Canedo. A partir de entonces ilustraría títulos de amigos escritores y colaboraría con colecciones y revistas literarias de la época. Además de aquellas realizadas para la obra de Díez-Canedo, destacan las viñetas realizadas para Pedro Páramo de Juan Rulfo: el arriero, las mujeres vestidas de luto, los perros feroces, a los que temía en la vida real, así como las ilustraciones para Poemas mexicanos de Francisco Giner de los Ríos, Muerte sin fin de José Gorostiza, Junta de sombras de Alfonso Reyes y Libertad bajo palabra de Octavio Paz, entre otras.
En 1948 fue invitado a dar clases de pintura en la Fine Arts Center School en Colorado Springs. Ahí conoció y entabló amistad con el muralista franco-mexicano Jean Charlot, director del centro. Durante su estancia en Colorado Springs diseñó la escenografía y el vestuario de la obra Xochipilli de la coreógrafa Hanya Holm.
En 1952 se mudó a la calle de Etna, donde vivió y trabajó el resto de su vida.
En 1957 Ricardo Martínez consolida su estilo característico: figuras corpulentas y volumétricas, con una evidente deuda del trabajo escultórico de Francisco Zúñiga, son las protagonistas de los cuadros; el mundo prehispánico es una fuente de inspiración y el artista emplea recursos plásticos como el difuminado, tanto en los contornos de las figuras como en las aplicaciones de luz y color.
Carl Lunde, director de la galería The Contemporaries en la ciudad de Nueva York, vio la obra de Ricardo Martínez en la Bienal de Venecia en 1958 y estableció contacto con él. En 1960 Ricardo Martínez tuvo su primera exposición en dicha galería. Este fue el principio de una larga y fructífera relación que se prolongó hasta 1964 y que contribuyó a introducir al artista en el ambiente artístico norteamericano.
En 1960 participó en la gran exposición itinerante “Obras maestras del arte mexicano” a cargo de Fernando Gamboa, que se exhibió en países de Europa, Asia y Estados Unidos. En 1964 recibió el premio de adquisición Mohino Santista en la Bienal de São Paulo, Brasil. En 1967 recibió el premio Raúl Bailleres en México. En 1969, tuvo su primera exposición en el Museo de Arte Moderno de la Ciudad de México, bajo el título “Pintura de  Ricardo Martínez”. Ese año realizó su primer viaje a Europa, donde visitó Inglaterra, Los Países Bajos, Francia, Italia y España.
En 1972 rechazó el Premio Nacional de Artes y Literatura, por no querer compartirlo con Juan O’Gorman. En 1974  se llevó a cabo la exposición “Ricardo Martínez: expansión rítmica de los volúmenes” en el Museo de Arte Moderno de la Ciudad de México. 
En 1984, se llevó a cabo la exposición “Ricardo Martínez, obra reciente, 1975-1984” en el Museo del Palacio de Bellas Artes de la Ciudad de México.
En 1993, Ricardo Martínez fue nombrado “Artista emérito” por el Fondo Nacional para la Cultura y las Artes.
En 1994, se llevó a cabo la  exposición “Ricardo Martínez. Homenaje Nacional” en el Museo del Palacio de Bellas Artes de la Ciudad de México.
En 2008, con motivo de su 90 aniversario, recibió la Medalla de Oro de Bellas Artes y la de Plata, del Gobierno de la Ciudad de México, el cual lo nombró Ciudadano Distinguido.
Ricardo Martínez falleció el 11 de enero de 2009. Ese año se creó la Fundación Ricardo Martínez de Hoyos AC, cuyo objetivo es promover y proteger su obra y su legado.
En 2010, la Fundación Ricardo Martínez donó a la UNAM la obra titulada “Gran Venus”.
En 2011 se celebró la exposición retrospectiva “Ricardo Martínez” en el Museo de la Ciudad de México.
En 2018 se celebró el Centenario del artista con una serie de eventos:
-       En colaboración con el Instituto Nacional de Bellas Artes, exposición “Ricardo Martínez. Desde el interior” en el Museo del Palacio de Bellas Artes de la Ciudad de México y posteriormente en el Museo de Aguascalientes.
-       En colaboración con Fomento Cultural Banamex, exposición itinerante “Ricardo Martínez y la figura humana” en Mérida, San Miguel Allende y Durango.
-       La Fundación publicó el libro conmemorativo Ricardo Martínez, a 100 años de su nacimiento con ensayos e imágenes inéditos, el cual se presentó en el Palacio de Bellas Artes en octubre y posteriormente en las ferias del libro de la Ciudad de México, de Guadalajara y de Veracruz.
-       Participación y colaboración en el documental “Recordando a Ricardo Martínez”, elaborado por el Canal 22.
-       Publicación de diversos artículos de prensa en conmemoración del Centenario.
En 2019, la Fundación estableció un acuerdo con el Instituto de Investigaciones Estéticas de la UNAM para integrar a su base de datos de arte mexicano, llamada “Access”, el catálogo de obra de Ricardo Martínez.